# Petar Skok
Petar Skok (Jurkovo Selo na Žumberku, 1. ožujka 1881. – Zagreb, 3. veljače 1956.), hrvatski jezikoslovac, jedan od najuglednijih svjetskih stručnjaka za onomastiku. 
Od 1892. do 1900. pohađao Kraljevsku realnu veliku gimnaziju u Rakovcu kod Karlovca. Na sveučilištu u Beču, (1900. – 1904.) studirao romansku i germansku filologiju. U Beču je položio profesorski ispit (1905.). Kao srednjoškolski profesor službovao u Banjoj Luci, bio bibliotekar Kraljevskog muzeja u Bosni i Hercegovini. Od 1919. do umirovljenja djelovao u Romanskom seminaru Filozofskoga fakulteta u Zagrebu. Pisati je počeo kao gimnazijalac. Bavio se književnom kritikom (pseudonim P. S. Mikov). Poslije se potpuno posvetio jezikoslovlju, prije svega romanistici. Iznimno plodan autor (preko 500 objavljenih radova), član brojnih inozemnih i domaćih akademija i učenih društava. Pored romanističkih i općejezikoslovnih tema obrađivao hrvatske govore, romanske utjecaje na hrvatskom jezičnom području, hrvatske turcizme i povijest Slavena. 
U rukopisu i nedovršen ostao je njegov etimološki rječnik, koji je izdan postumno u 4 sveska pod nazivom "Etimologijski rječnik hrvatskoga ili srpskoga jezika", 1971. – 1974., i koji predstavlja do sada najopsežniji hrvatski etimologijski rječnik (preko 10.000 natuknica).

## Vanjske poveznice
- Petar Skok: Etimologijski rječnik hrvatskoga ili srpskoga jezika
- Petar Skok: Pojave vulgarno-latinskoga jezika na natpisima rimske provincije Dalmacije
- Petar Skok: Slavenstvo i romanstvo na jadranskim otocima